# 似鵝龍屬
似鵝龍屬（學名：Anserimimus），又名似雁龍，是似鳥龍科下的一個屬，生活於上白堊紀的蒙古。牠是瘦長及快速奔走的恐龍，身長約3公尺，可能是雜食性的動物。就已知的化石得知，牠與其他似鳥龍科極類似，唯牠的前肢十分強壯。

## 發現與命名
在1970年代晚期，一個蘇聯蒙古的聯合挖掘團隊，在戈壁沙漠的巴彥洪戈爾省發現一個獸腳類恐龍的化石。在1988年，蒙古古生物學家瑞欽·巴思缽（Rinchen Barsbold）將這些化石命名為似鵝龍（Anserimimus）。屬名由古希臘文的「anser」（意即「鵝」）及「mimos」（意即「模仿」）結合而成。但是，似鵝龍並非外形類似一隻鵝，而是似鳥龍下目常以不同種類的鳥類來命名，如似鴕龍、似雞龍及似鵜鶘龍。似鵝龍的唯一種是模式種扁爪似鵝龍（A. planinychus），種名是由拉丁文的「planus」（意即「扁」）及古希臘文「onychos」（意即「爪」），是指牠的平坦指爪。

似鵝龍及似雞龍的化石都是發現於蒙古的耐梅蓋特組（Nemegt Formation）的不同挖掘地點。這個地層過去是個曲折河流的沖積平原，時代追溯至上白堊紀的麥斯特裡希特階早期，距今約7000萬年前。
似鵝龍只有一個標本，正模標本（編號IGM 100/300）包含了大部份的前肢及後肢、部份肩膀及骨盆及背椎。瑞欽·巴思缽並沒有針對這些骨頭作出詳細的描述，只是著重於似鵝龍與其他似鳥龍科的特徵差異。在2005年，Robert Bronowicz的一個未公布研究裡，詳細研究了正模標本，並將一個部分身體骨骼（編號ZPAL MgD-I/65）編入於似鵝龍。在2010年，Robert Bronowicz重新研究第二個標本，雖然其外形與似鵝龍非常類似，但可能是個獨立物種。

## 體徵
似鵝龍是種中型似鳥龍類，股骨長度為43.5公分。在2010年，葛瑞格利·保羅（Gregory S. Paul）估計其身長約3公尺，體重估棘約為50公斤。
似鵝龍具有許多獨特特徵，許多特徵也可見於編號ZPAL MgD-I/65標本。似鵝龍的指爪長，相當筆直、只有稍微彎曲，指爪基部接近扁平，指爪下側平坦。似鵝龍的前肢比其他似鳥龍科強壯，在肩胛骨及肱骨上有大型冠狀物，可讓較大的肌肉如二頭肌附著在上面。似鵝龍的掌骨癒合，可增強其力量。腳掌屬於明顯的夾蹠龍類型態腳掌，第三蹠骨被兩側蹠骨夾住，前方無法觀測到第三蹠骨的上段40%部分。

## 分類
似鵝龍是屬於似鳥龍下目的原始似鳥龍科恐龍。根據親緣分支分類法分析，牠們的最近親是似雞龍，也發現於相同地層的不同挖掘地點。其他研究則不能確定牠們與其他似鳥龍科的關係。

## 古生態學
似鵝龍生活在相同地區及時代的其他恐龍包含：獸腳亞目的特暴龍及恐手龍，與及體型較小的馳龍科、偷蛋龍下目、傷齒龍科、以及鳥類，其他的草食性恐龍則包括鴨嘴龍科的巴思缽氏龍與櫛龍、甲龍科的多智龍、以及數種蜥腳形亞目泰坦巨龍類恐龍與厚頭龍類。
似鵝龍的強壯前臂與直指爪的功能仍然未知。它可能顯示似鵝龍的食性或覓食方法與其他似鳥龍科不同，不過由於沒有似鵝龍的頭顱骨，牠的食性將很難確定。科學家指出似鳥龍科是從肉食性的獸腳亞目演化而來，故牠應該是雜食性的或更是草食性的。另一隻蒙古似鳥龍科的似雞龍，在上頜及下頜有著像梳子的溝痕，其功能可能是用來從水中過濾食物，就像雁形目及紅鶴。由於大部份似鳥龍科都出沒於近水的環境，這種覓食的模式可能在科內，連同似鵝龍亦是一樣。

## 外部連結
- 於The Theropod Database中的似鵝龍